# ジョージ・ウェルズ (脚本家)
ジョージ・ウェルズ（George Wells, 1909年11月8日 - 2000年11月27日）、アカデミー賞を受賞したアメリカ合衆国の脚本家。

## 人物
ハリー・テュージェンドと共に『私を野球につれてって』で1950年の全米脚本家組合賞ミュージカル映画脚本賞にノミネートされるが『踊る大紐育』のベティ・コムデンとアドルフ・グリーンに敗れ受賞できなかった。
1958年3月の第30回アカデミー賞にて、ヴィンセント・ミネリ監督作品『バラの肌着』によりアカデミー脚本賞を受賞した。

## 作品
- 雲流るるはてに Till the Clouds Roll By (1946年)
- The Show-Off (1946年)
- 自信売ります The Hucksters (1947年)
- スケルトンの映画騒動 Merton of the Movies (1947年)
- 私を野球につれてって Take Me Out to the Ball Game (1949年)
- 土曜は貴方に Three Little Words (1950年)
- The Toast of New Orleans (1950年)
- サマー・ストック Summer Stock (1950年)
- Excuse My Dust (1951年)
- ショウ・ボート Show Boat (1951年)
- Texas Carnival (1951年)
- エンジェルス Angels in the Outfield (1951年,1994年)
- It's a Big Country (1951年)
- Lovely to Look at (1952年)
- Everything I Have Is Yours (1952年)
- I Love Melvin (1953年)
- バラの肌着 Designing Woman (1957年)
- Z旗あげて Don't Go Near the Water (1957年)
- 暗黒街の女 Party Girl (1958年)
- 恋の売り込み作戦 Ask Any Girl (1959年)
- 奥様の裸は高くつく The Gazebo (1959年)
- ボーイハント Where the Boys Are (1960年,1984年)
- ガールハント The Honeymoon Machine (1961年)
- 戦略泥棒作戦 The Horizontal Lieutenant (1962年)
- 美人泥棒 Penelope (1966年)
- ベニスの出来事 Three Bites of the Apple (1967年)
- 素敵な年頃 The Impossible Years (1968年)
- 濡れた欲望 Cover Me Babe (1970年)
- The Fabulous Doctor Fable (1973年)